# 榆绿木属
榆绿木属（学名：Anogeissus）是使君子科下的一个属，为乔木或灌木植物。该属共有约11种，分布于热带非洲、阿拉伯、印度和亚洲东南部。

## 物种
本属包括以下物种：
- 榆绿木 Anogeissus acuminata
- 马拉胶 Anogeissus leiocarpus